# Johan Wiman (präst)
Johan Wiman, född 25 oktober 1687 i Styrstads församling, Östergötlands län, död 29 augusti 1747 i Tingstads församling, Östergötlands län, var en svensk präst.

## Biografi
Wiman föddes 1687 i Styrstads församling. Han var son till kronolänsmannen Lars Andersson Wiman och Ingeborg Andersdotter Örlander. Wiman studerade i Linköping och blev vårterminen 1712 student vid Uppsala universitet. Han blev 18 februari 1713 kollega vid Söderköpings trivialskola och 2 april 1716 hospitalssyssloman i Söderköping. Den 3 juli 1717 prästvigdes Wiman och blev 27 februari 1724 kyrkoherde i Tingstads församling. Wiman blev 29 april 1738 kontraktsprost i Norrköpings kontrakt (över Lösings härad). Han avled 1747 i Tingstads församling och begravdes 23 september samma år av prosten Carl Echman i Tingstads kyrkas sakristia.

### Familj
Wiman gifte sig första gången 11 november 1716 med Catharina Nordstrand (1693–1726). Hon var dotter till hospitalssysslomannen i Söderköping. De fick tillsammans barnen Anna Catharina Wiman som var gift med kyrkoherden Magnus Moselius i Östra Eneby församling, Ingeborg Wiman som var gift med kyrkoherden Petrus Rydstrand i Styrstads församling, hovkvartermästaren Johan Wiman (1720–1805) i Järeda församling, Laurentius Wiman (1721–1731), Ingrid Christina Wiman som var gift med hospitalspredikanten i Norrköping, hovkvartermästaren Uddo Olaus Wiman (1723–1797) i Norrköping, Rebecca Wiman (1725–1725) och Daniel Wiman (1726–1726).
Wiman gifte sig andra gången 12 januari 1731 med Margareta Löfgren (1705–1780). Hon var dotter till kyrkoherden Simon Löfgren och Margareta Wong i S:t Laurentii församling, Söderköping. Wiman och Löfgren fick tillsammans barnen Simon Laurentius Wiman (1732–1735), Daniel Wiman (1734–1734), Anna Margareta Wiman som var gift med komministern H. Wernersson i Björsäters församling och Brita Maria Wiman (1739–1742). Efter Wimans död gifte Margareta Löfgren om sig med kyrkoherden Magnus Björn i Tingstads församling.